# فرانكلين إيدجيرتون
فرانكلين إيدجيرتون (بالإنجليزية: Franklin Edgerton)‏ هو لغوي أمريكي، ولد في 24 يوليو 1885 في آيوا في الولايات المتحدة، وتوفي في 7 ديسمبر 1963 في لارامي في الولايات المتحدة.